# Spirit of St. Louis
Spirit of St. Louis (hrv. Duh Sv. Louisa) je ručno izrađeni zrakoplov kojim je Charles Lindbergh prvi put preletio Atlantik bez stajanja 20. svibnja 1927. Ovo je ujedno bio i prvi neprekidni let između New Yorka i Pariza, što je Lindberghu donijelo nagradu od 25.000 dolara.
Lindbergh je poletio s Roosevelt uzletišta u New Yorku te je nakon leta od 33 sata, 30 minuta te 29,8 sekundi uspješno sletio na Le Bourget aerodrom u Parizu. Tako je postao 104. osoba koja je preletila Atlantik, ali prva kojoj je to uspjelo bez stajanja.

## Uvod i početak razvoja
Zrakoplov je dizajnirao Donald A. Hall iz kopmanije Ryan Airlines. Dizajniran je na osnovu Ryana M-2, poštanskog zrakoplova izrađenog 1926. no  "Spirit" je sadržavao mnoge promjene kako bi izdržao dugi let. Svoje ime je dobio po gradu St. Louisu u Missouriju zato što su investitori u Lindberghov pothvat, živjeli u tom gradu. Glavni poticaj Lindberghu je bila nagrada Orteig od 20.000 dolara, koju bi dobila prva osoba koja preleti Atlantik bez zaustavljanja.

### Dizajn
Lindbergh je vjerovao, da što zrakoplov ima više motora, veća je šansa njihovog kvara te je sam odlučio kupiti jednog. Ubrzo je novi zrakoplov prilagođen svojoj namjeni, te je ostao zapamćen po svojim glatkim linijama koje su napravljane radi manjeg otpora zraka te veće iskoristivosti goriva.
Spirit je imao dodatne tankove zbog povećanja dometa, a glavni tank je bio smješten ispred pilota što je uravnotežavalo zrakoplov u letu.
Zrakoplov nije imao prednje staklo, te je pilotov pogled bio ograničen samo na manje bočne prozore i dodatno ugrađeni periskop. Za navigaciju je koristio najnovije kompase, koji su eliminirali mogućnost zemljinog magnetskog otklona, omogućujući precizno navođenje na velikim udaljenostima.
Pilot je sjedio u skučenoj pilotskoj kabiniu koji je bio 94 cm širok, 81 cm dugačak te 130 cm visok. Zrakoplov je pokretao jedan 9-cilindrični Wright J-5C "Whirlwind" radijalni motor. Hlađen je zrakom te je imao poseban mehanizam čišćenja kako nebi došlo do zastoja rada tijekom leta.

## Nakon povijesnog leta
Nakon što je doletio u Pariz i osvojio nagradu, Lindbergh je odletio i do Engleske i Belgije, nakon čega je predsjednik Calvin Coolidge poslao mornarički brod po Lindbergha i njegov zrakoplov.
Kad se vratio u SAD, Lindbergh je krenuo na promocijsko i oproštajno putovanje duž SAD-a i Latinske Amerike. Posljednji let Spirita of St. Louis je bio 30. travnja 1928. kada je Charles Lindbergh poletio iz St. Louisa prema Washingtonu gdje je povijesni zrakoplov predao Smithsonian institutu.
Napisao je knjigu "WE" o svom putovanju. Pod ovim "We" je mislio na sebe i svoj zrakoplov jer su bili jedini na tom putovanju.
1953. napisao je i knjigu The Spirit of St. Louis te je za nju osvojio Pulitzerovu nagradu.